# Sotalia
Sotalia ist eine Delfingattung, die sowohl die Küsten als auch die Flüsse Südamerikas bewohnt. Obwohl sie zum Teil Süßwasserbewohner ist, gehört sie zu den echten Delfinen und nicht zu den Amazonas-Flussdelfinen.

## Merkmale
Ein Süßwasser-Sotalia ist etwa 150 cm groß; die meeresbewohnenden Tiere werden bis 220 cm lang. Abgesehen von der Größe hat der Sotalia sehr starke Ähnlichkeit zu einem Großen Tümmler. Oberseits ist er dunkelgrau und unterseits weißlichrosa gefärbt.
Für den (meerbewohnenden) Guyana-Delfin ist die Fähigkeit zur Elektrorezeption belegt.

## Verbreitung

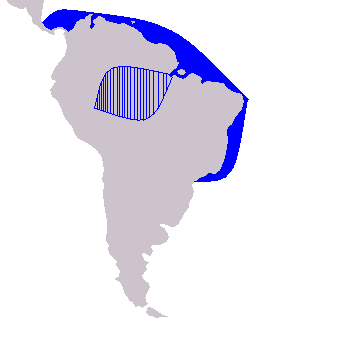
Verbreitungsgebiet der Sotalias

Manche betrachten die süßwasser- und meeresbewohnenden Sotalias als zwei verschiedene Arten:
- Guyana-Delfin (S. guianensis) an den Atlantikküsten zwischen Nicaragua und Brasilien
- Amazonas-Sotalia (S. fluviatilis) im Amazonas und seinen Nebenflüssen

Der Guyana-Delfin bewohnt flache Buchten und Flussdeltas und steigt selbst manchmal in Unterläufe der Flüsse auf, zum Beispiel in den Orinoco. Dagegen ist der Amazonas-Sotalia ein reiner Süßwasserdelfin, der bis in den oberen Amazonas am Rand der Anden zu finden ist. Dabei teilt er das Verbreitungsgebiet mit dem Amazonasdelfin. Während dieser aber die schlammigen Nebenarme bevorzugt, lebt der Sotalia in den klaren, breiten Strömen. Er ist aktiver, schneller und springfreudiger als der Amazonasdelfin, aber weniger neugierig.

## Lebensweise
Ganz anders als der einzelgängerische Amazonasdelfin ist der Sotalia ein in Schulen lebendes Tier, das wahrscheinlich ein ähnlich komplexes Sozialgefüge wie andere Delfine hat. Seine Nahrung besteht fast ausschließlich aus Fischen.

## Sonstiges
Wie der Amazonasdelfin spielt auch der Sotalia eine Rolle in der Mythologie vieler indigener Völker. So besteht der Glaube, dass ein ertrunkener Mensch zu einem Delfin wird. Der Delfin behält in diesem neuen Leben die Fähigkeit, sich bei gelegentlichen nächtlichen Landgängen zurück in einen Menschen zu verwandeln. Dabei tritt er stets ganz in weiß gekleidet auf und nimmt seinen Strohhut niemals ab, denn mit diesem versteckt er das Atemloch in seinem Hinterkopf, das ihn als Delfin verraten würde. Als verführerischer junger Mann und exzellenter Tänzer mischt er sich unter die Menschen und erobert die Frauen, um sie zu schwängern. Vor dem Morgengrauen springt er ins Wasser zurück und verwandelt sich in diesem Moment in den Delfin zurück.
Ein anderer Name für den Sotalia ist Tucuxi, ein aus der Tupi-Sprache stammender Name.
Der letzte Sotalia in Europa war Paco, der am 30. Dezember 2009 im Alter von rund 40 Jahren im Allwetterzoo Münster starb.